# Alireza Haghighi
Alireza Haghighi (ur. 2 maja 1988 w Teheranie) – irański piłkarz występujący na pozycji bramkarza w reprezentacji Iranu. Znalazł się w kadrze na Mistrzostwa Świata 2014.